# Obstbau
Obstbau bezeichnet den großflächigen Anbau von Kernobst, Steinobst oder Beerenobst im Freiland.

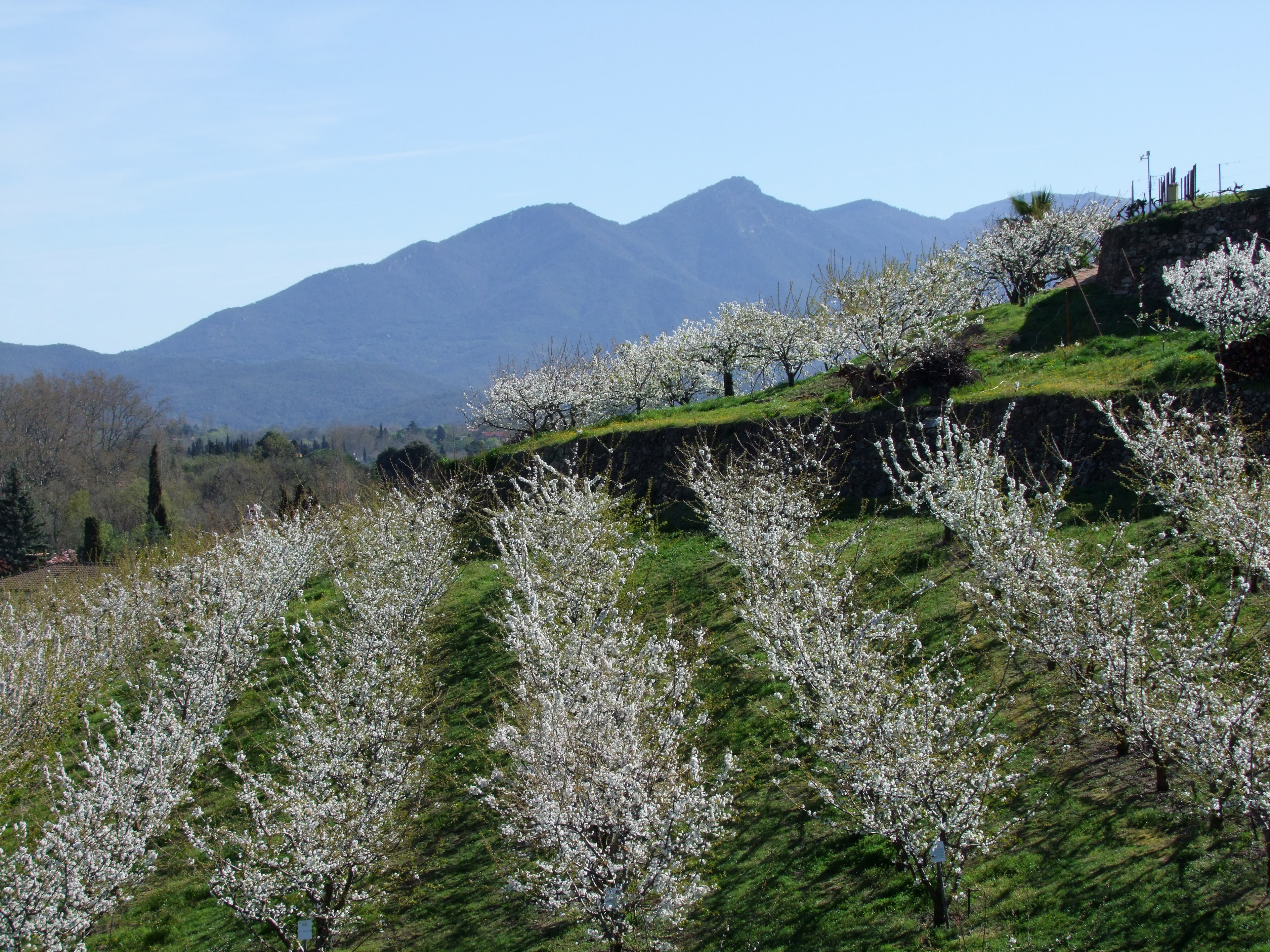
Anbau von Kirschen in einer Plantage am Fuß der französischen Pyrenäen.

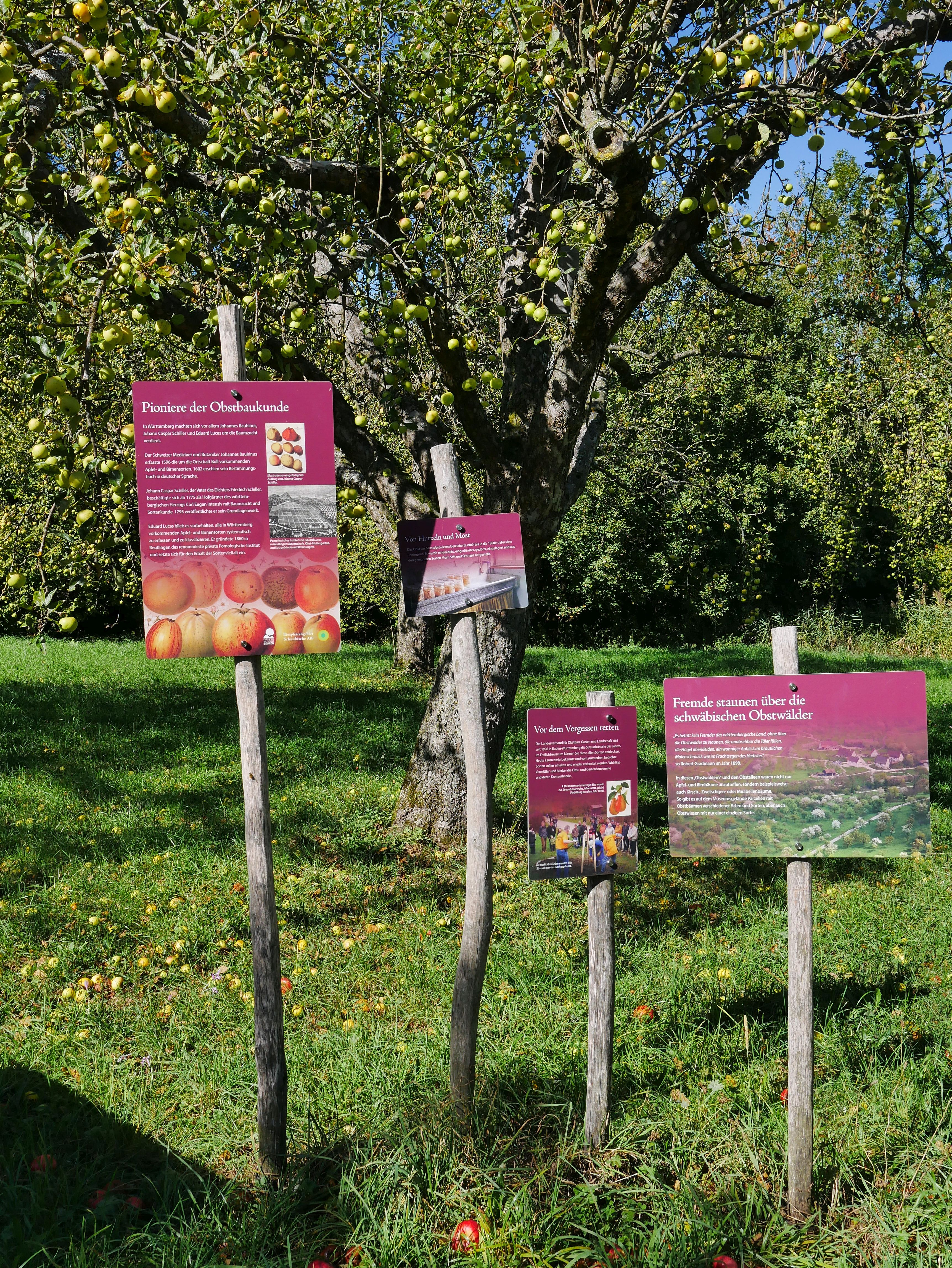
Lehrtafeln zur Geschichte des Obstbaus im Freilichtmuseum Beuren.

## Geschichte

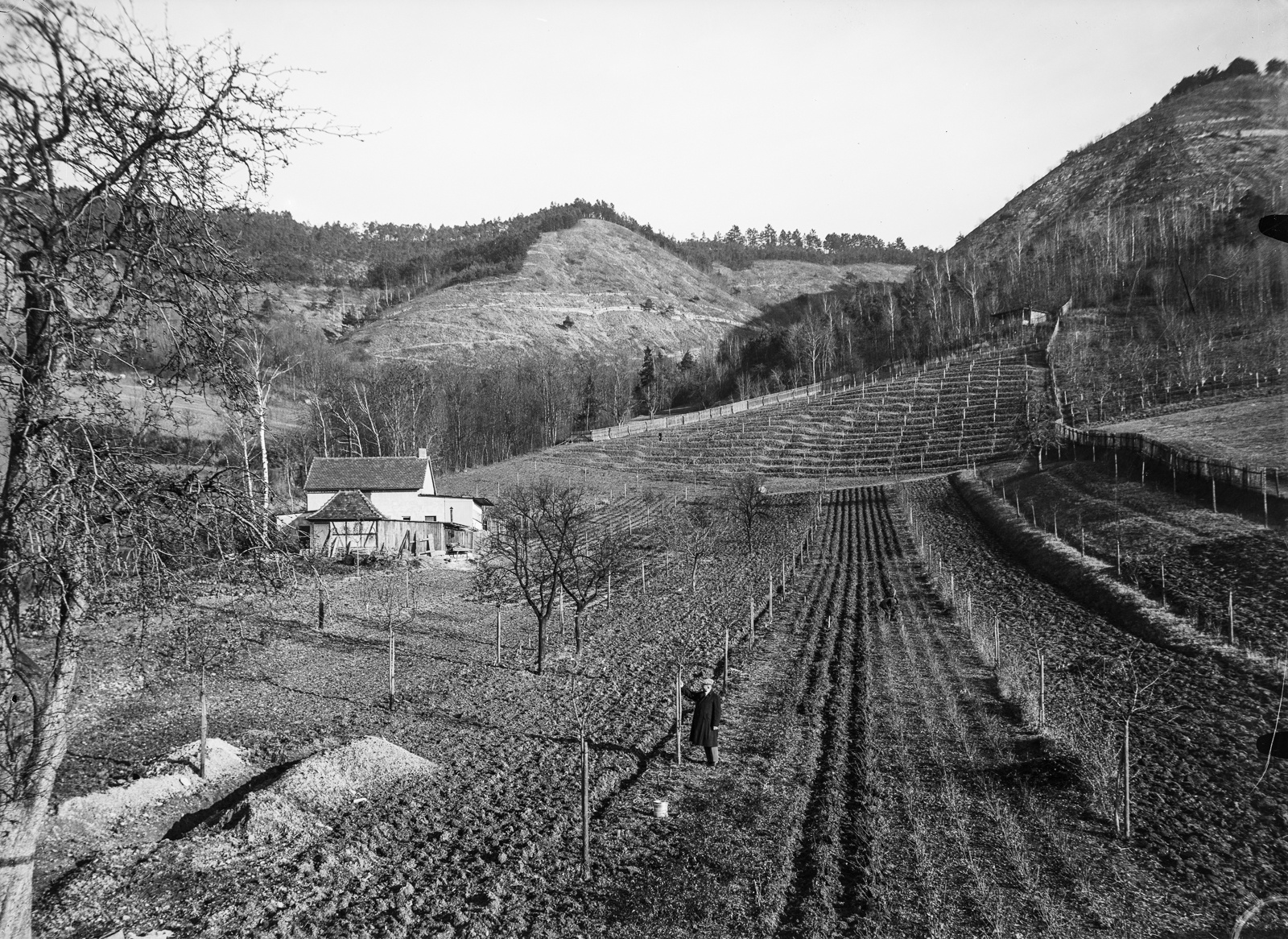
Obstbau bei Lobeda (1925).

Die besonders für die Vitamin- und Mineralstoffversorgung des Menschen wichtigen Obstarten gehörten als wildwachsende Früchte schon vor mehreren Millionen Jahren zur täglichen Nahrung der sammelnden Urvorfahren des Menschen. Vor mehr als 50.000 Jahren waren Himbeeren, Heidelbeeren, Holunderbeeren, die Früchte der Eberesche und der Schlehe Teil der Nahrung der wandernden Menschengruppen. Systematisch angebaut wurden diese Wildfrüchte sicher noch nicht. 
In einzelnen Gebieten wurden diese Beerenfrüchte jedoch schon sehr früh kultiviert. So wird angenommen, dass Himbeeren, Holunderbeeren und Heidelbeeren schon etwa um 8000 vor Christus in einigen Wäldern oder in einfachen Gärten in Europa regelmäßig geerntet wurden. Beerenfrüchte gehörten schon damals zur regelmäßigen Nahrung der nordamerikanischen Ureinwohner. Im Zweistromland, am Euphrat und Tigris, waren Maulbeeren schon Jahrtausende vor Christus sehr beliebt. Erste Anfänge des Obstbaues im Nahen Osten lassen sich bis in das 4. Jahrtausend vor Christus zurückverfolgen. Nach dem Übergang zum Ackerbau wurden regelmäßig und gezielt Obstbäume und Sträucher angepflanzt und die Früchte zum Verzehr geerntet. In Mesopotamien wurden vorrangig Obstbäume zur Anlage von Parks und Palastgärten gepflanzt.

## Zentren des Obstbaus seit der Neuzeit
In der Neuzeit entstanden weltweit größere Obstbaugebiete, in denen Obst für die Versorgung nahegelegener Städte beziehungsweise für den Export angepflanzt wurde. Die Hauptregionen sind: Österreich (Steiermark), Italien (Südtirol), Frankreich und in Deutschland das Alte Land nahe Hamburg, das Oldenburger Münsterland, der Bodenseeraum, die Voreifel und das Vorgebirge bei Bonn (wo 1896 das erste reine Obstgut Deutschlands von Otto Schmitz-Hübsch gegründet wurde) sowie das Havelland westlich von Berlin. Je nach Region liefern diese Gebiete beispielsweise Äpfel, Kirschen und Pflaumen. In Mittelamerika entstanden riesige Bananenplantagen, die dort auch die politischen Verhältnisse beeinflussten, weil US-Konzerne ein Interesse an der Kontrolle über die Landflächen in „Bananenrepubliken“ und an billigen Arbeitskräften hatten. Neuerdings werden große Mengen an Obst in Südamerika, Südafrika, Neuseeland und Australien produziert.

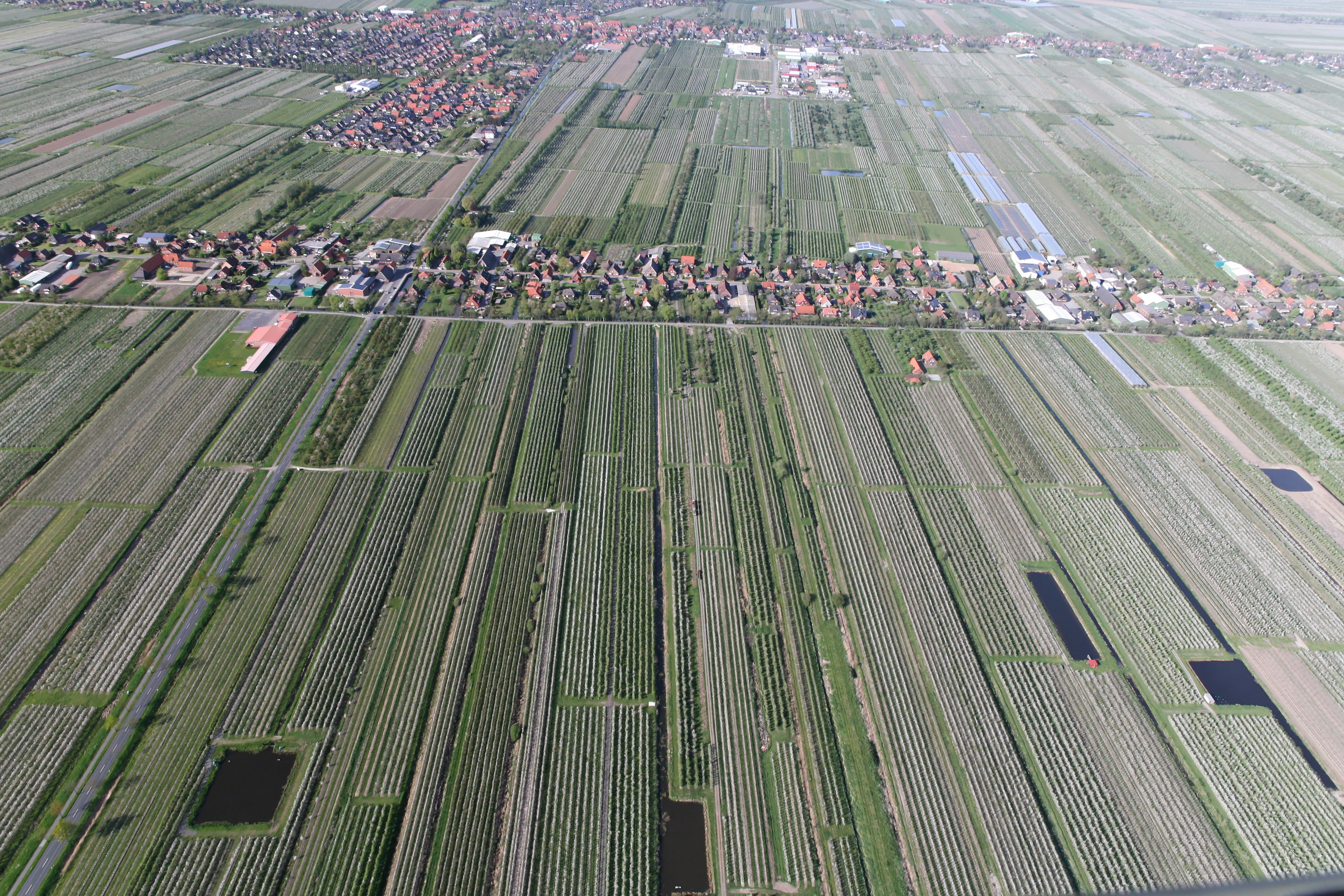
Großflächiger Obstbau im Alten Land.
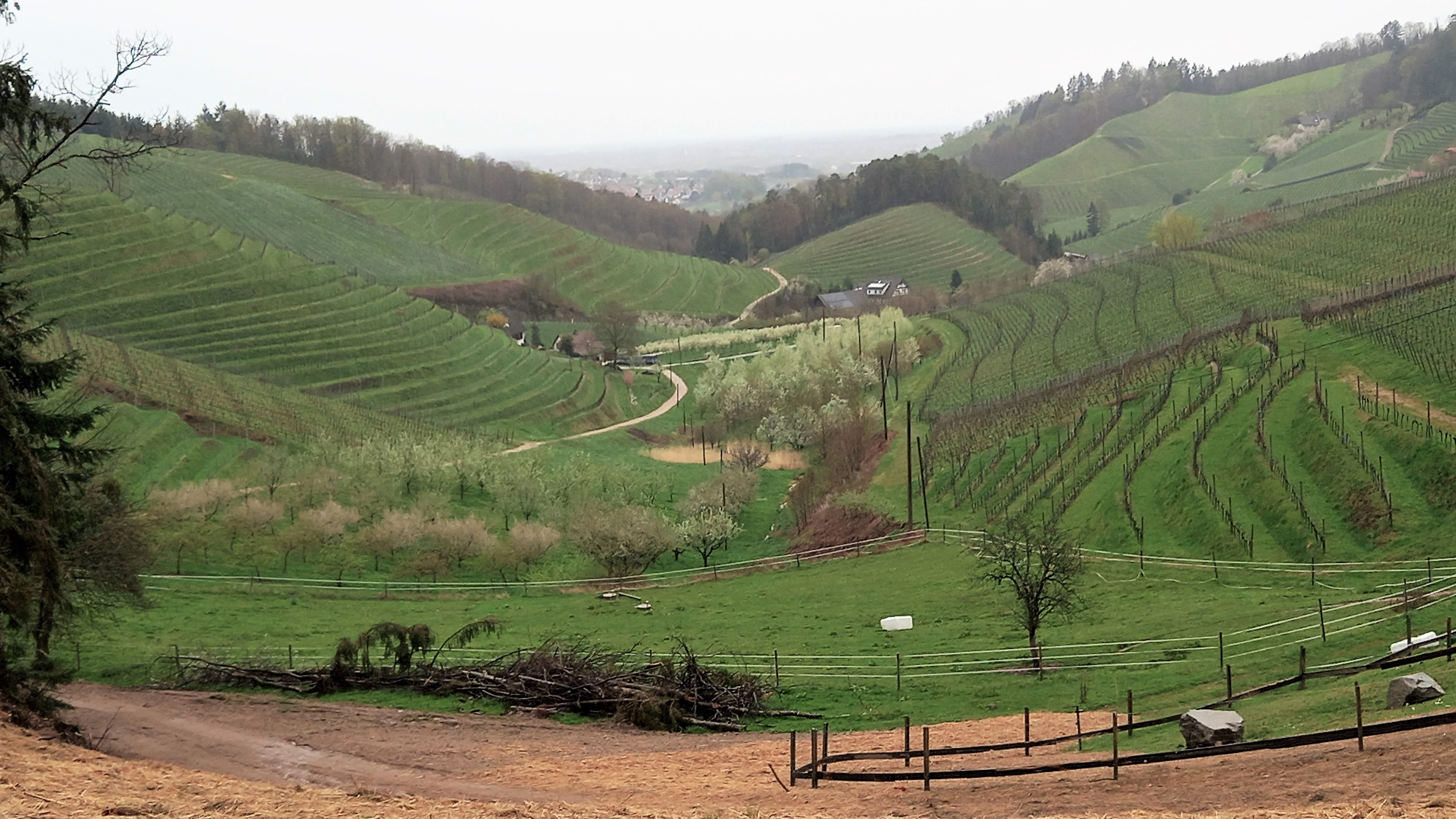
Weingärten und Obstplantagen gehen in der Ortenau am Rand des Schwarzwaldes ineinander über.
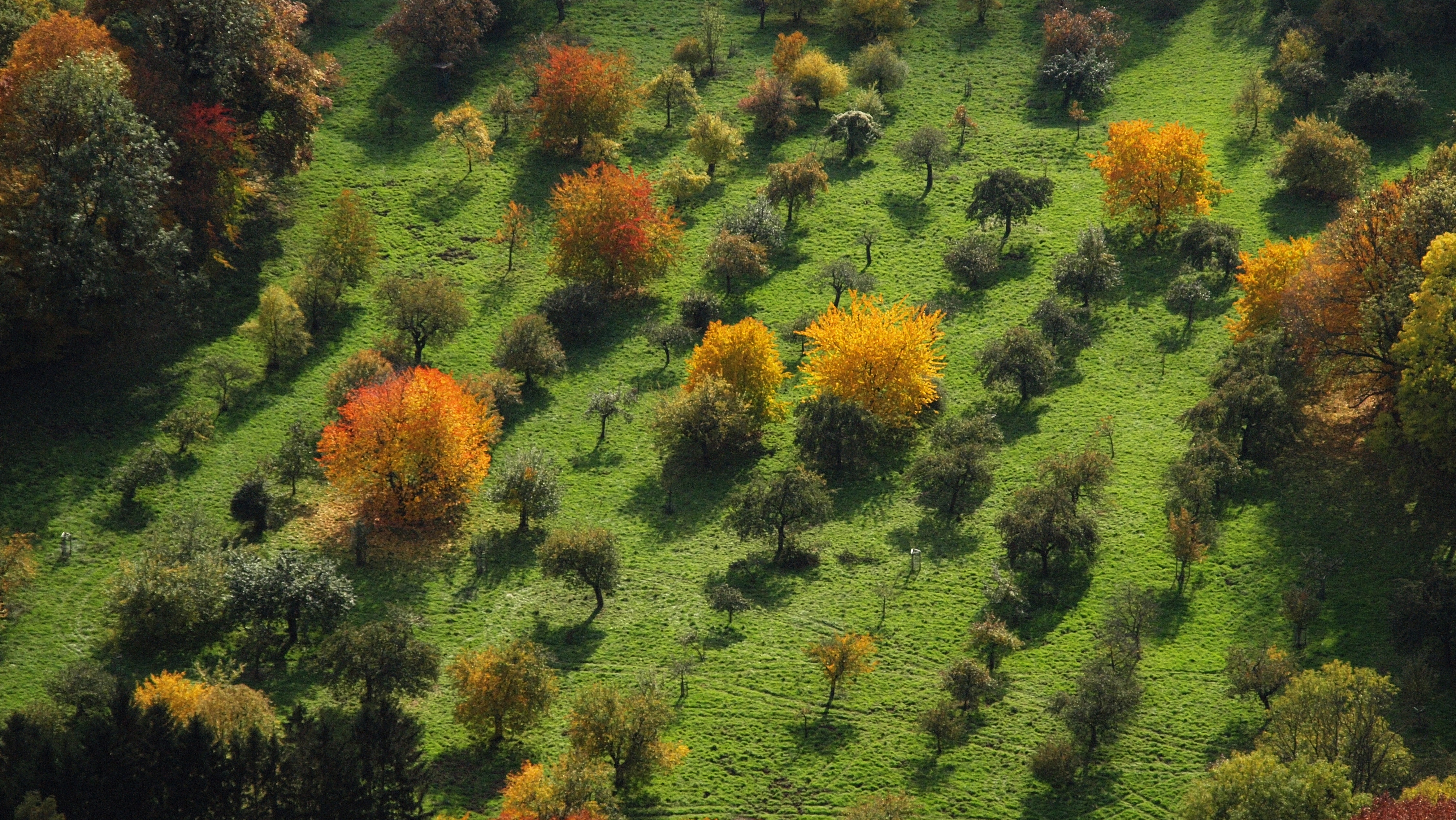
Streuobstwiese im Siebengebirge, Luftaufnahme (2015).
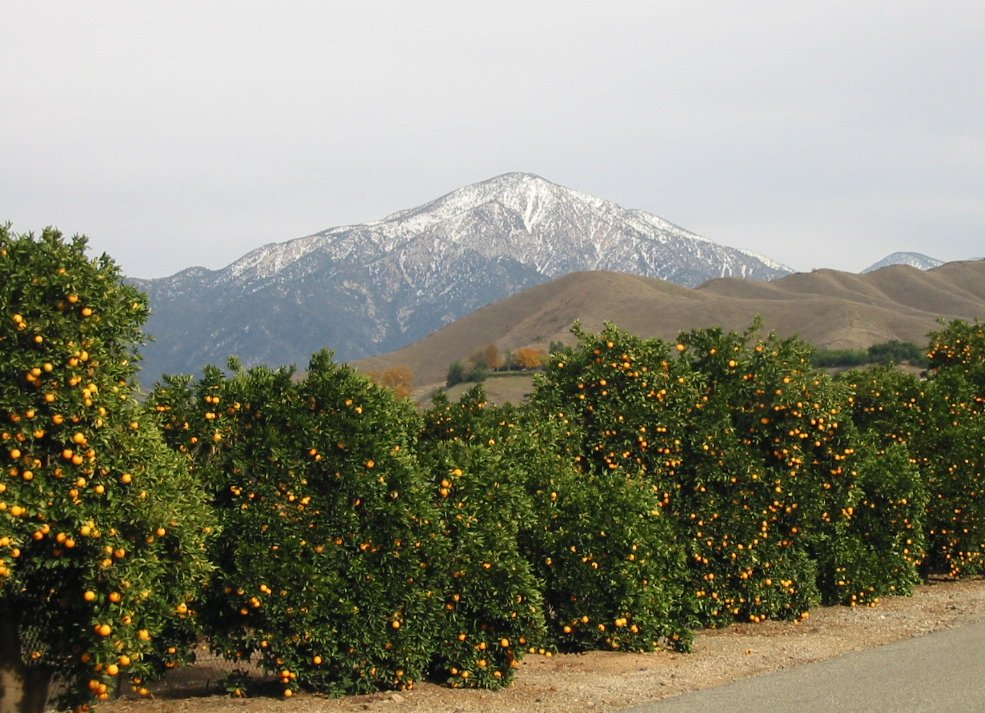
Orangenplantage in Kalifornien
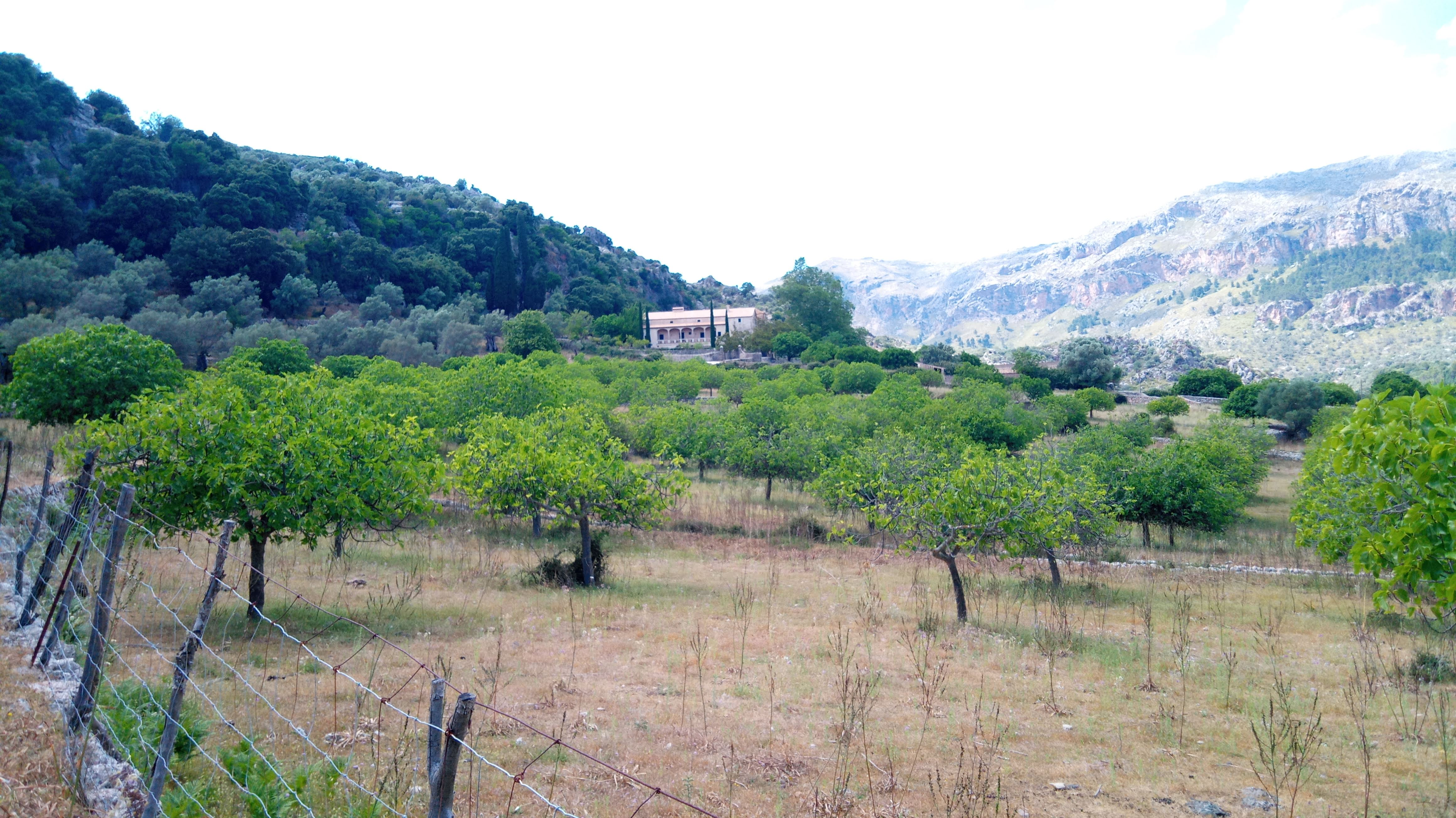
Feigenbäume auf Mallorca.
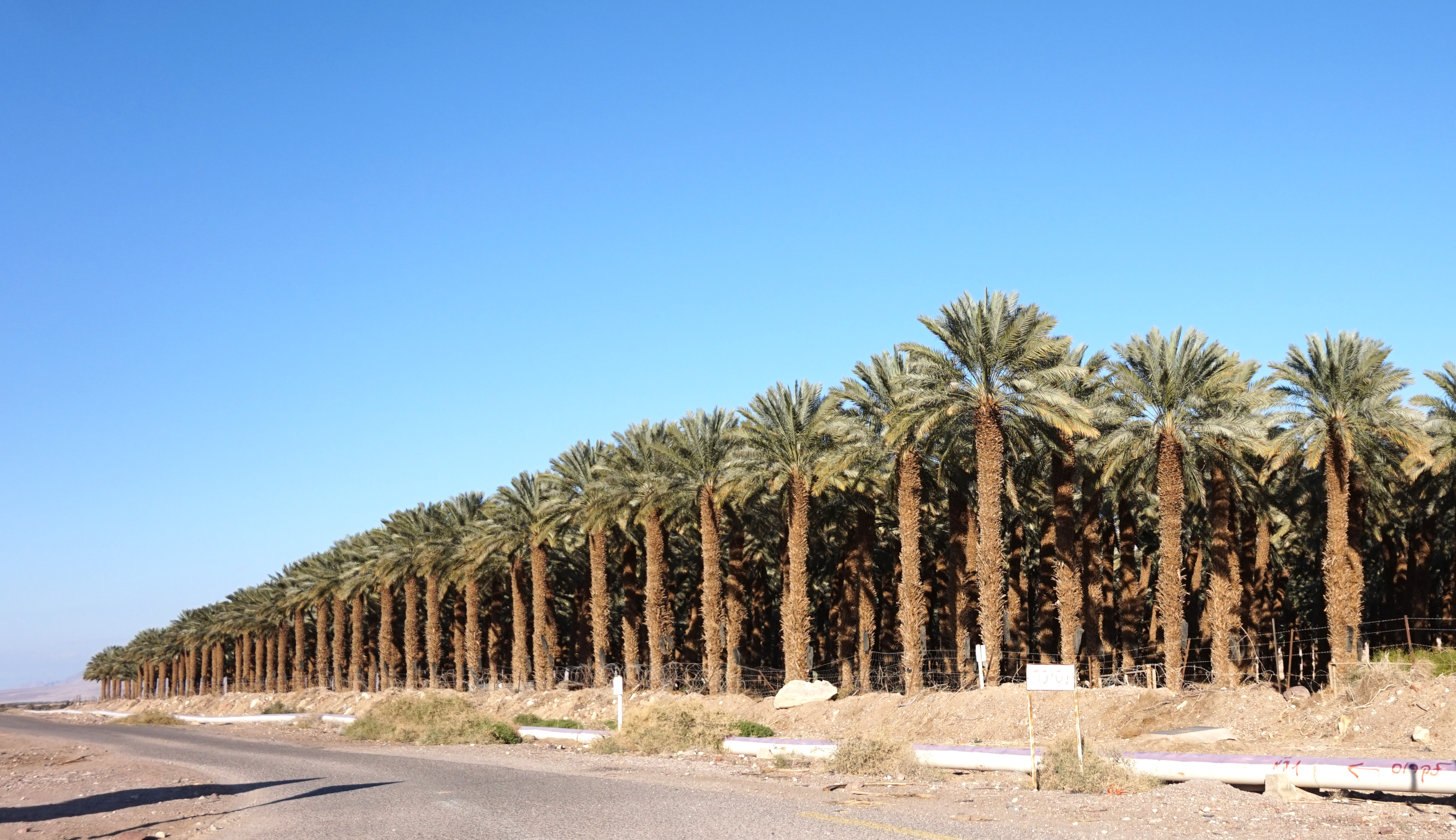
Dattelpalmen in Israel.
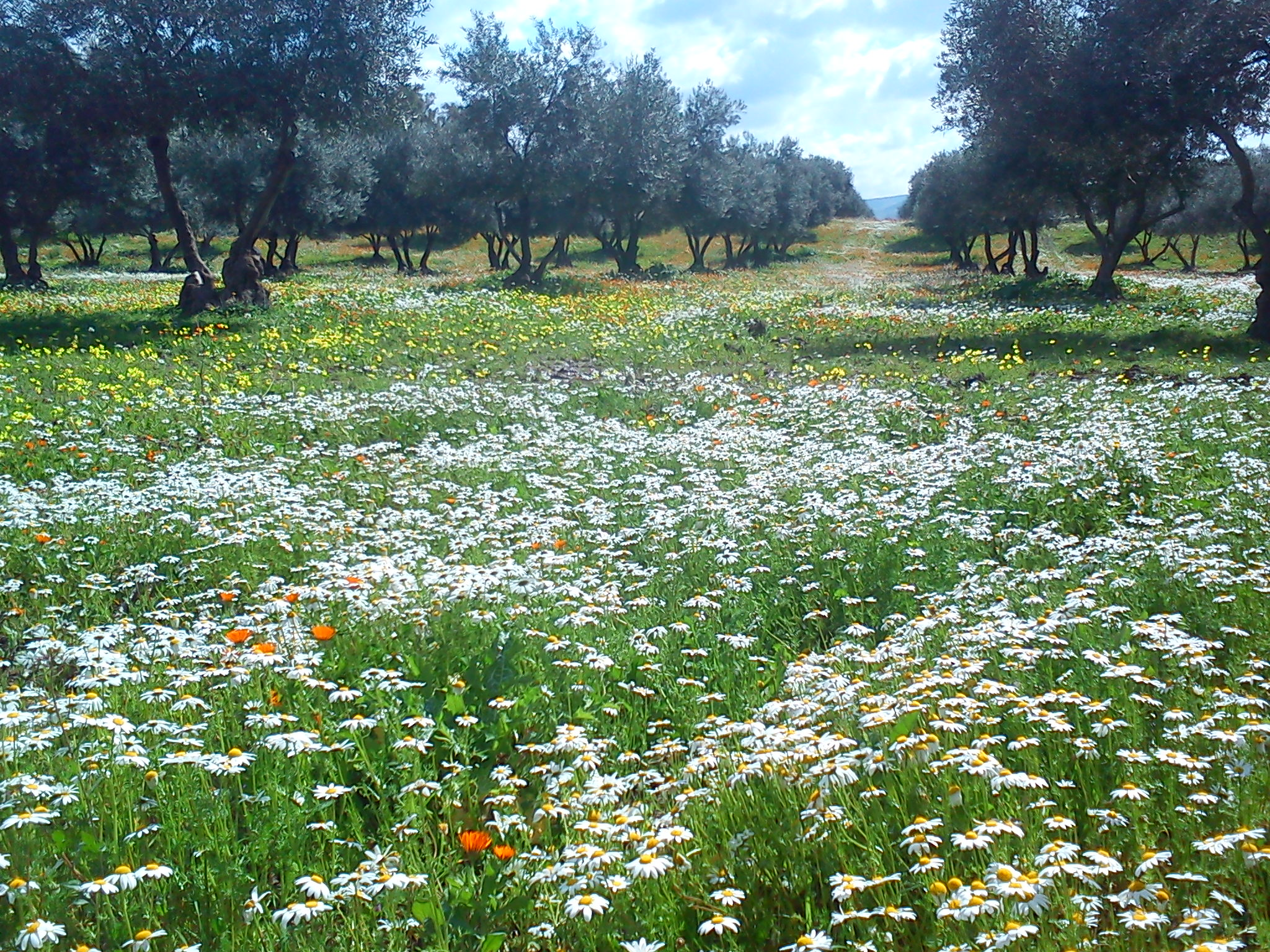
Olivenplantage in Algerien.
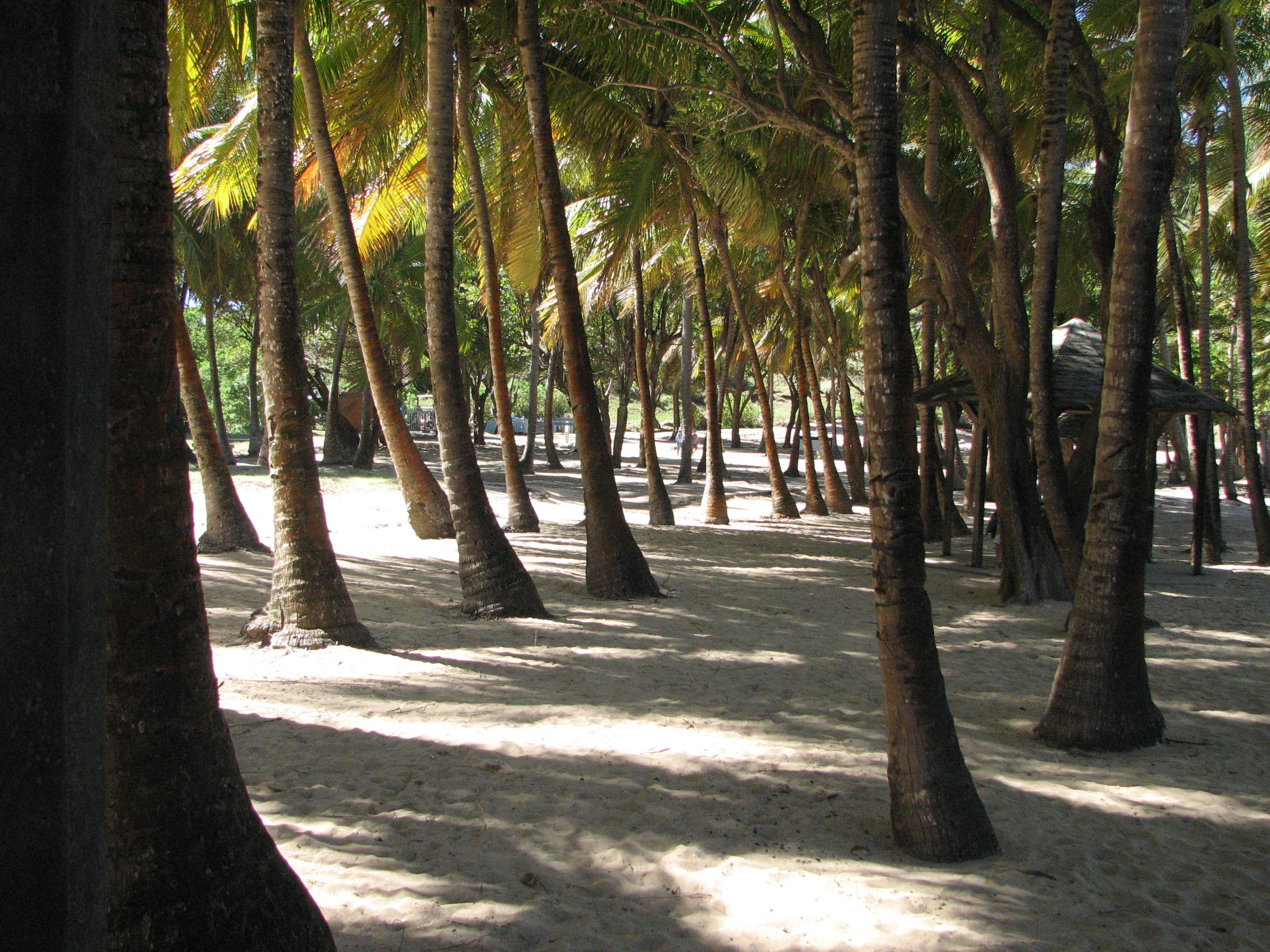
Kokosnussplantage auf Guadeloupe.

## Herkunft der Obstarten (Auswahl)
- Zu den am längsten bekannten Baumfrüchten gehört der Apfel (Malus sylvestris). Funde von wilden Äpfeln im heutigen Anatolien wurden auf 6500 vor Christus datiert. Dreitausend Jahre danach war der Apfel im Gebiet der heutigen Schweiz und auf den Britischen Inseln bekannt. Die ägyptischen Könige Ramses II. und Ramses III. spendeten täglich einen Korb Äpfel an die Priester der Tempel.
- Die Birne (Pyrus communis) gelangte aus Persien und Armenien über Kleinasien zu den Griechen und den Römern. Letztere verbreiteten sie auch nördlich der Alpen.
- Die Quitte (Cydonia oblonga) ist nahe verwandt mit der Birne und dem Apfel. Ihre Heimat ist der Kaukasus und Vorderasien.
- Die wilden Formen der Pflaume (Prunus domestica) stammen aus Anatolien, aus dem Kaukasus und aus Persien. Die Römer kannten viele Rezepte mit Pflaumen. Sie wurden in Wein eingelegt und so konserviert.
- Die Urform der Süßkirsche ist die Vogel-Kirsche. Vor achttausend Jahren war sie in Kleinasien bekannt. Lucullus, eher berühmt als Feinschmecker denn als erfolgreicher Feldherr, brachte 74 vor Christus die ersten Kirschen aus Kleinasien von seinem Feldzug gegen Mithradates VI. mit nach Rom.
- Aus China stammt die Aprikose beziehungsweise Marille (Prunus armeniaca). Bereits 2200 vor Christus wurden ihre Früchte geerntet. Sie verbreiteten sich über den Iran und Assyrien in Richtung Europa. Im Jahre 50 vor Christus war die Aprikose in Rom eine sehr seltene und teure Frucht.
- Zitrusfrüchte wie Orangen (Citrus sinensis) und Zitronen (Citrus limon) wurden laut griechischen und römischen Schriftstellern schon 1100 vor Christus angebaut. Sie stammen aus Asien.
- Die deutsche Mispel (Mespilus germanica) oder Steinapfel hat ihre Bedeutung verloren. Auch sie stammt aus Vorderasien.

Homers Odyssee, das Heldenepos der griechischen Antike (ca. 700 vor Christus), stellt in allen ihren umfangreichen Beschreibungen nie dar, dass Obst gegessen wird. Und doch machen für den Dichter Birnen, Granatäpfel, Äpfel, Feigen, Oliven und natürlich Weintrauben einen wohlgeplanten Obstgarten aus, der über lange Zeit im Jahr Früchte hervorbringen wird (Odyssee 7,112):
Außer dem Hof ist ein großer Garten nahe der Hoftür

An vier Morgen, auf allen Seiten vom Zaun umzogen.

Große Bäume stehen darin in üppigem Wachstum,

Apfelbäume mit glänzenden Früchten, Granate und Birnen

Und auch süße Feigen und frische, grüne Oliven.

Denen verdirbt nie Frucht, noch fehlt sie winters wie sommers

Während des ganzen Jahres, sondern der stetige Westhauch

Treibt die einen hervor und lässt die anderen reifen.

Birne auf Birne reift da heran und Apfel auf Apfel,

aber auch Traube auf Traube und ebenso Feige auf Feige.
König Laertes erkennt seinen Sohn Odysseus, der nach zehnjähriger Irrfahrt nach Hause zurückkehrt, daran, dass Odysseus sich an die Bäume erinnern kann, die der Vater ihm einst schenkte (24. Gesang): „Denn ich begleitete dich als Knab’ im Garten; wir gingen unter den Bäumen umher, und du nanntest und zeigtest mir jeden. Dreizehn Bäume mit Birnen und zehn voll rötlicher Äpfel schenktest du mir und vierzig Feigenbäume ...“

## Vermehrung
Viele Obstsorten werden nicht aus Samen nachgezogen, sondern durch Stecklinge oder Steckhölzer vegetativ vermehrt.
Bei manchen Obstsorten werden Triebe, sogenannte Edelreiser von den gewünschten Sorten auf Triebe von Unterlagssorten, die bestimmte Eigenschaften besitzen, (Unterlagen) aufgepfropft (Veredelung). Der Grund hierfür kann verschieden sein: Entweder lässt sich zum Beispiel die Obstart nicht durch Steckholz vermehren oder man wünscht sich von der Unterlagensorte einen Einfluss auf das Wachstum. Schwachwüchsige Bäume (kleine Kronen) bekommt man nur durch Verwendung bestimmter Unterlagensorten. Je nach Obstart eignen sich bestimmte Veredelungsmethoden.

## Pflegemaßnahmen

### Bewässerung

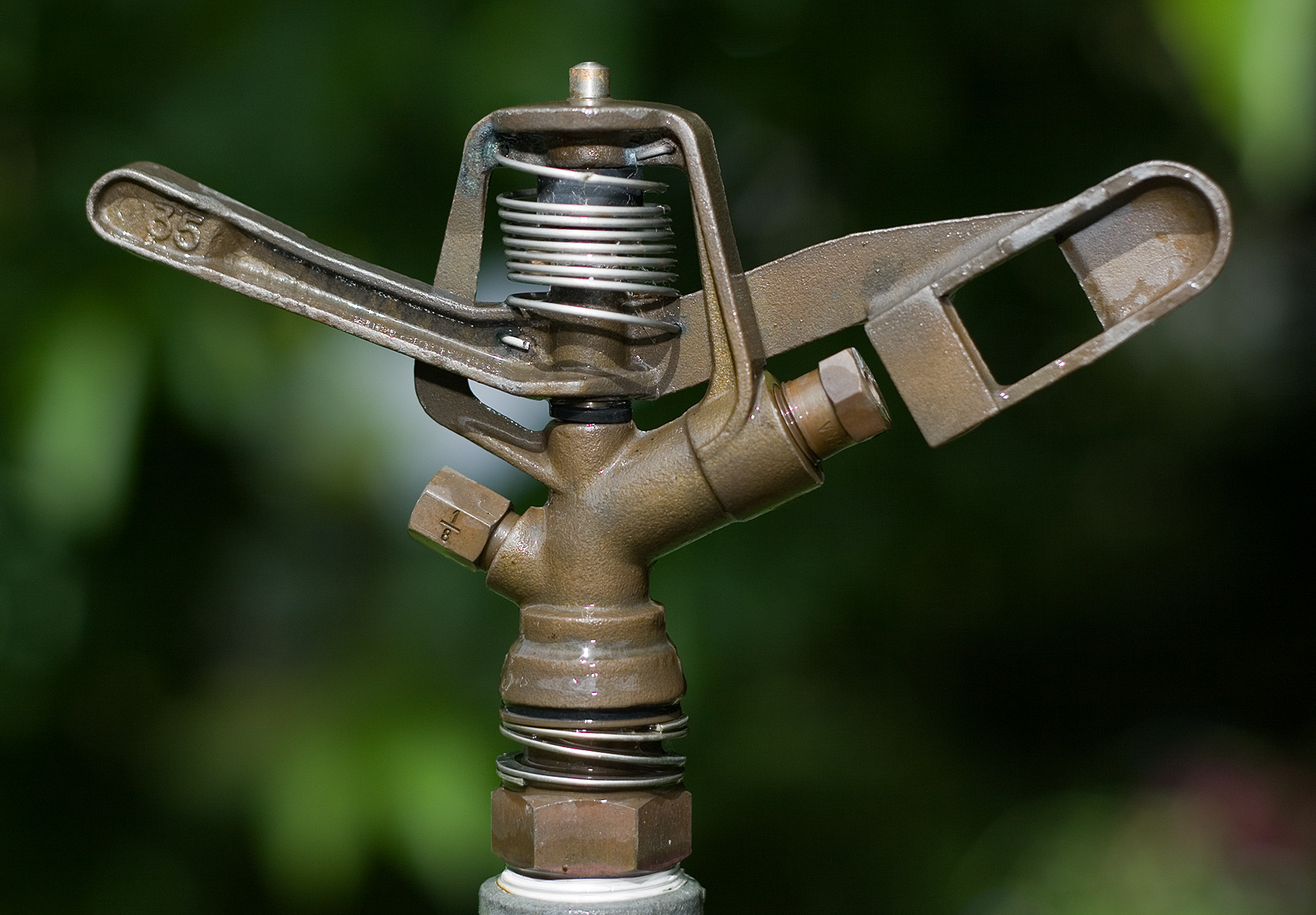
Sprinkler zur Bewässerung

Die Bewässerung ist in niederschlagsarmen Gebieten die wichtigste Voraussetzung für den wirtschaftlichen Erfolg des Obstbaues. So wird im Süden der USA, in Südafrika, in Australien und im Nahen Osten, um nur einige Beispiele zu nennen, regelmäßig bewässert. Das Gleiche gilt für weniger niederschlagsarme, aber sommertrockene Anbaugebiete, wie etwa in Südtirol, Frankreich und anderen Ländern Südeuropas. Auch in Deutschland spielt die Zusatzbewässerung insbesondere auf leichten Böden eine wichtige Rolle: Obstbau auf Sandböden, wie in der Gegend um Werder/Havel (Brandenburg), ist nur bei ausreichender Bewässerung ertragssicher. Sie verdient aber auch auf besseren Böden mehr Beachtung als bisher, wenn die Verteilung der Niederschläge ungünstiger wird.
Besondere Bedeutung haben Beregnungsanlagen. Obstanlagen sind in vielen Anbaugebieten wie zum Beispiel in Südtirol besonders durch Spätfröste gefährdet. Beregnungsanlagen werden während der Blütezeit zur Frostschutzberegnung eingesetzt. Durch den Gefriervorgang wird genügend Wärme abgegeben, um das zu schützende Organ (Blüte, junge Frucht) gegen den Zelltod zu schützen.

### Schnitt
Der Schnitt von Obstbäumen hat unter anderem die Aufgabe, dem Baum eine bestimmte Form (vom Erziehungssystem abhängig) und damit eine gute Triebverteilung zu geben. Damit wird der Ertrag und die Qualität beeinflusst. Schnittmaßnahmen finden aus arbeitsorganisatorischen Gründen hauptsächlich im Winter (Winterschnitt) statt. Durch Schnittmaßnahmen im Sommer (Sommer- oder Grünschnitt) wird gezielt die Triebverteilung (und damit Blatt- und Fruchtverteilung) optimiert.
Der Schnitt von Obststräuchern dient vor allem der Verjüngung und Gesunderhaltung der Pflanzen. Qualitativ hochwertige Früchte bilden sich vornehmlich an jüngeren Trieben; alte, abgetragene Triebe sind weniger fruchtbar und werden häufig von Pilzkrankheiten befallen.

### Pflanzenschutz

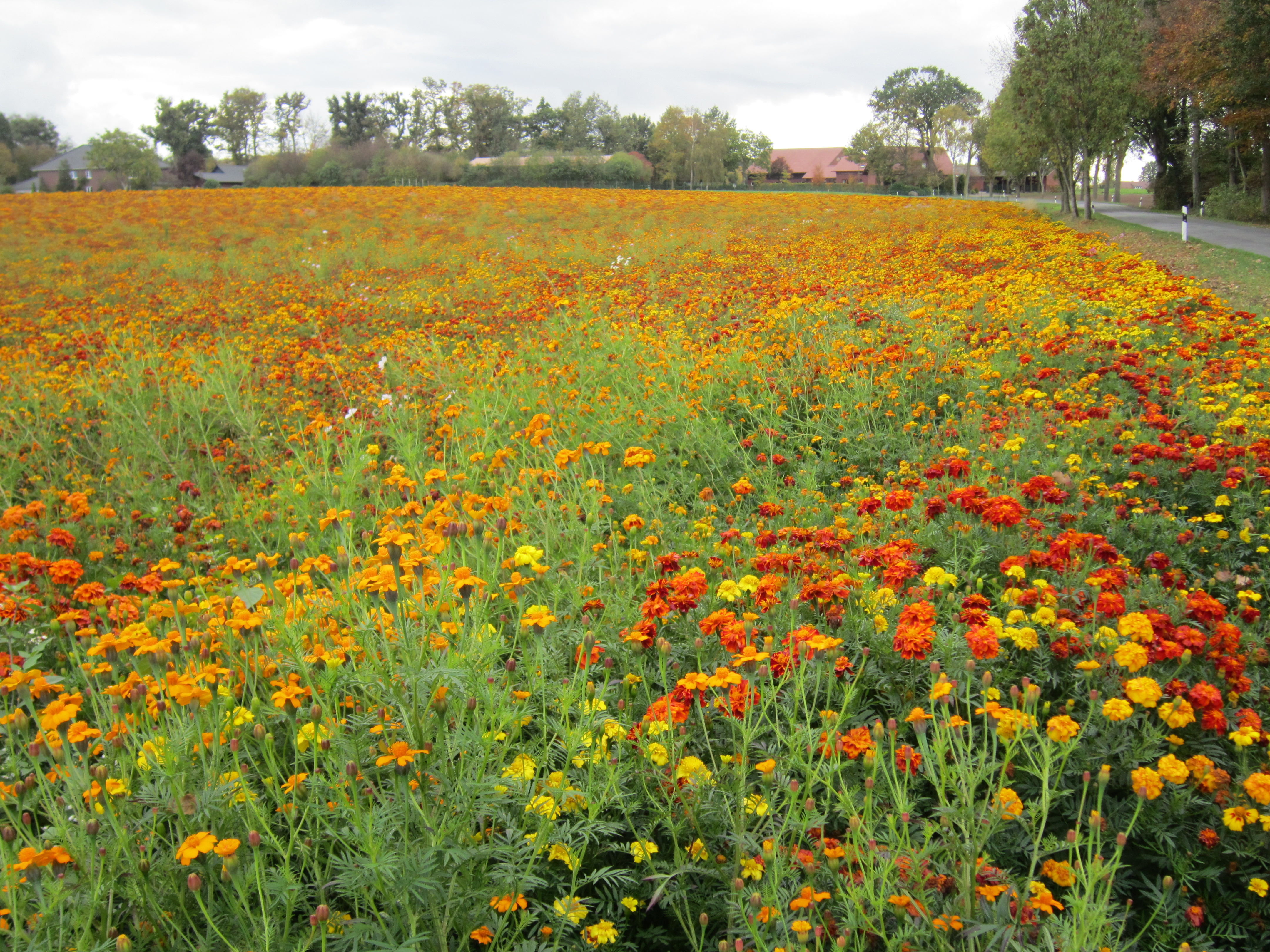
Im Oldenburger Münsterland markieren im Herbst Tagetespflanzen als Zwischenfrucht die Fläche, auf der im Frühjahr Erdbeeren wachsen.

Eine Reihe von Krankheiten und Schädlingen kann die verschiedensten Obstarten schädigen. Durch den Einsatz gezielter Pflanzenschutzmaßnahmen soll eine Schädigung der Organe der Pflanzen sowie der Früchte vermindert werden. Insbesondere beim Anbau von Erdbeeren dient Tagetes als Helferpflanze.
Kritisch betrachtet wird der Einsatz von Schädlingsbekämpfungsmitteln, der wie bei allen Monokulturen auch beim Obstbau häufig ist. So gibt es heute neben dem konventionellen Obstbau auch einen ökologischen Obstbau. In den letzten Jahren hat im Obstbau immer mehr der integrierte Pflanzenschutz Einzug gehalten. Besonders die Bekämpfung tierischer Schädlinge (Raupen, Läuse, Käfer und so weiter), insbesondere auch mit der Verwirrmethode, erzielt hier gute Erfolge. Untersuchungen haben immer wieder gezeigt, dass Äpfel aus konventioneller Landwirtschaft, im Gegensatz zu Äpfeln aus ökologischer Landwirtschaft, in der Regel mit mehreren Pestiziden gleichzeitig belastet sind, integrierter Pflanzenschutz hin oder her.
Um Hinweise auf Krankheits- und Schädlingsbefall geben zu können und die Biodiversität inkl. Nützlinge zu fördern, wird das Setzen von Ankerpflanzen wie z. B. Rosen an den Ankern der Enden der Obstbaumreihen empfohlen, wobei jene Pflanzenarten zu vermeiden sind, die bekanntermaßen Überträger von für die jeweilige Kultur gefährdenden Schädlingen sind.
Ausführlichere Informationen finden sich in den Artikeln zu den einzelnen Obstsorten.